# Tinagma crenulellum
Tinagma crenulellum är en fjärilsart som beskrevs av Engel 1907. Tinagma crenulellum ingår i släktet Tinagma och familjen skäckmalar. Inga underarter finns listade i Catalogue of Life.